# Need for Speed Heat
Need for Speed Heat – dwudziesta czwarta wyścigowa gra komputerowa z serii Need for Speed, stworzona przez Ghost Games oraz wydana przez Electronic Arts 8 listopada 2019 na komputery osobiste oraz ósmą generację konsol wideo.

## Rozgrywka
Need for Speed Heat to gra wyścigowa z otwartym światem ulokowana w fikcyjnym mieście Palm City, będącym odpowiednikiem rzeczywistego miasta Miami (Floryda). W porównaniu do poprzedniej gry z serii, gracze mają możliwość przełączania pory dnia między dniem (legalne wyścigi) oraz nocą (nielegalne wyścigi uliczne).
9 czerwca 2020 gra otrzymała aktualizację umożliwiającą międzyplatformową rozgrywkę wieloosobową.

## Odbiór gry
Gra w wersji na PlayStation 4 uzyskała średnie recenzje w serwisie Metacritic – 72/100.